# 파주 챌린저스
파주 챌린저스(Paju Challengers)은 파주시를 연고로 하는 대한민국의 세번째 독립 야구단이다.

## 챌린저스 출신 프로야구 선수
2017년
- 김호준 (투수, 2017년 8월 두산 베어스 입단)
- 현도훈 (투수, 2017년 8월 두산 베어스 입단)

2018년
- 이재영 (외야수, 2018년 2월 넥센 히어로즈 입단)
- 신제왕 (외야수, 2018년 2월 KIA 타이거즈 입단)
- 한선태 (투수, 2018년 9월 LG 트윈스 입단)[1]
- 윤산흠 (투수, 2018년 12월 두산 베어스 입단)

2020년
- 송윤준 (투수, 2019년 10월 한화 이글스 입단)
- 구장익 (내야수, 2019년 12월 두산 베어스 입단)

2021년
- 김동진 (내야수, 2020년 9월 삼성 라이온즈 입단)[2]
- 안찬호 (투수, 2020년 12월 두산 베어스 입단)

## 대한민국의 독립구단 목록
- 파주 챌린저스
- 연천 미라클
- 고양 원더스
- 성남 맥파이스
- 가평 웨일스
- 포천 몬스터
- 수원 파인이그스

### 해체된 독립구단
- 고양 원더스 (2011-2014) (2014년 해체)
- 수원 로보츠 (2018년 해체)
- 용인 스텔스 (2018년 해체)
- 저니맨 외인구단 (2019년 해체)
- 양주 레볼루션 (2019년 해체)
- 성남 블루팬더스 (2019년 해체)
- 용인시 빠따형 독립야구단 (2020년 해체)
- 의정부 신한대학교 피닉스 (2020년 해체)
- 스코어본 하이에나들 (2021년 해체)